# Lurcy-le-Bourg
Lurcy-le-Bourg é uma comuna francesa na região administrativa de Borgonha-Franco-Condado, no departamento Nièvre. Estende-se por uma área de 22,27 km². Em 2010 a comuna tinha 286 habitantes (densidade: 12,8 hab./km²).